# 曼加尼斯
曼加尼斯（英語：Manganese）是美国明尼蘇達州废弃小镇，曾是采矿社区，1912至1960年间有人定居，行政上属基层政权。社区地处克罗温县库尤纳铁矿脉，科尔斯湖与弗林湖之间；大致在沃尔福德镇23至28段，特罗马尔德以北约3.2公里处。曼加尼斯是库尤纳铁矿脉成立较晚的采矿社区，原名意为锰，得名附近丰富矿产。曼加尼斯所在特罗马尔德地层是库尤纳铁矿脉北岭区主要矿石出产组，独特之处在于产出铁矿石同时还出产锰。特罗马尔德地层与邻近小城艾米丽的锰矿储量居全美之冠。
曼加尼斯居民基本是欧洲移民，在第一次世界大战前数十年间为逃避欧洲自然灾害、政治与社会动荡来到美国。小镇街道呈“三纵五横”格局，均为未铺装的粘土路，两侧设置路缘石与混凝土人行道。1919年社区最兴旺时有酒店、杂货店各两家，银行、理发店、展厅各一间，另有仅两室的学校一所，居住人口约六百。1920年美國人口普查首度统计时社区仅183人。一战结束后当地矿场关闭，人口稳步下跌。再加上春雨导致街道泥泞不堪，社区最终于1960年废弃并在次年正式解散，原址并入沃尔福德镇。曼加尼斯旧址部分草木丛生的私人土地在21世纪经清理并再开发为探索营，2017年起当地又有少量人居住。

## 历史
今曼加尼斯周边与克罗温县所在地17世纪就有人定居，三个美國原住民部落争夺当地土地主控权，这些地区便是后来的库尤纳铁矿脉。达科他族与欧及布威族很快就把五大湖西岸的阿拉帕霍人赶跑，接下来两族频繁冲突，最终欧及布威族取得无可争议的控制权。1855年，欧及布威族天上洞穴酋长与美国政府在明尼蘇達領地签署条约，割让今库尤纳铁矿脉地区给欧洲移民创建定居点，该族保留当地渔、猎权。:47, 48, 50, 511857年5月23日明尼苏达领地议会颁布法令设立克罗温县，1858年5月11日明尼蘇達州获联邦政府接纳为第32个州；1882年威辛顿（后更名迪尔伍德）成立，是库尤纳铁矿脉第一个定居点:158。
库尤纳铁矿脉的发现纯属意外，1895年测量员兼采矿工程师凯勒·亚当斯带着聖伯納犬“尤纳”探索此地时偶然发现指南针指针不规则偏转，估计是大储量地下铁矿引起。为确定矿脉大致范围，亚当斯精心绘制指南针偏转图并查阅各方资料；八年后的1903年5月，他在迪尔伍德附近组织的试钻确证当地存在锰铁矿。亚当斯夫人把丈夫名字“凯勒”第一个音节与狗名“尤纳”组合成新词“库尤纳”命名矿脉。1890年梅里特兄弟在梅萨比铁矿脉发现铁矿在明尼苏达州引发采矿热潮，13年后亚当斯的发现令情况重现，库尤纳铁矿脉周边逐渐形成新兴矿业社区:158。

### 成立与兴衰
1911年2月5日，德卢斯土地与木材公司把沃尔福德镇23至28段划为曼加尼斯定居点。定居点1912年3月13日成立，次年11月10日注册，占地面积390公顷。采矿业迅速发展，社区规划的所有地块都在曼加尼斯划定后七周内售出，每个地號单价100至350美元不等。定居点以附近丰富的锰矿命名。:160曼加尼斯周边矿场包括：奥纳姆钢铁公司1911年创办的阿尔戈马矿场，汉纳矿业公司1916年开办的格洛里亚矿场和梅里特二号矿场，库尤纳－明尼阿波利斯钢铁公司1917年设立的米尔福德矿场，科茨与特威德1918年开设的普雷斯顿矿场。库尤纳铁矿脉上此前已设立迪尔伍德、库尤纳、克罗斯比、艾昂顿、里弗顿五个定居点:157, 158, 159, 162:11，媒体把新成立的曼加尼斯称为“库尤纳铁矿脉上的希宾”。
美國郵政署1912年正式在曼加尼斯开办邮局并持续运作至1924年:160，施工队1914年在曼加尼斯铺设路缘石和混凝土人行道，中间的车行道不在施工范围，一直是未铺装的粘土路。同年菲特格酿酒公司耗资一万美元兴建双层旅店，配有酒吧和餐厅。1919年，曼加尼斯已有旅馆、杂货店、肉铺各两家，银行、木材场、面包房、马厩、理发店、游泳池、展厅、犬只收容所各一间，另有仅两室的学校一所；约六百人在此定居。社区同年为计划耗资三万美元的自来水厂发行债券，杜魯斯的帕斯托雷特公司在当地兴建三十米高、容量约113.6吨的水塔。:190此时未开采的天然矿石自动背负从价财产税，导致的特殊局面对曼加尼斯等库尤纳铁矿脉社区极为利好，由此产生的巨额意外收入有相当一部分用于公共工程与改善项目。

教师安娜·杜根，背景是苏兰铁路曼加尼斯车站

亚当斯在迪尔伍德附近发现矿藏后联系北方太平洋铁路公司总裁詹姆斯·希尔，要求对方以优惠价格把库尤纳铁矿脉的矿石运到杜鲁斯（梅萨比铁矿脉的矿石纯度更高，铁路公司要价每吨一美元）。遭拒后亚当斯找上希尔的竞争对手、加拿大太平洋鐵路公司总裁托马斯·肖内西，后者欣然同意修建约161公里铁路并承诺以每吨65美分价格运送一千万吨矿石。:65, 78加拿大太平洋铁路公司为新线建设融资债务担保，并藉旗下苏兰铁路公司为曼加尼斯与周边矿场提供铁路运输。1914年，苏兰铁路公司辟筑连接曼加尼斯与苏兰铁路本线的支线，并在支线尽头兴建客货两用车站，站房面积7乘18米，站台长91米。支线采取人工闭塞：同一时刻仅允许单列火车运行，行车作业由艾昂赫布的苏兰铁路调度员指挥。库尤纳铁矿脉运输公司每日在曼加尼斯与库尤纳铁矿脉其他定居点间开行三对客车。据推测亨利·福特打算代表福特汽车收购阿尔戈马矿场时曾造访曼加尼斯，有人看到他的“公平小巷号”私人列车停在当地铁路侧线，上有福特汽车的椭圆形商标和“密歇根州迪尔伯恩，福特汽车公司”镀金字样，但没人看到福特本人。
社区居民多为一战前数十年间为逃避欧洲自然灾害、政治与社会动荡来到美国的欧洲移民，如芬兰人、克羅埃西亞人、奧地利人、瑞典人、爱尔兰人、英格蘭人、挪威人、斯洛維尼亞人、塞尔维亚人等，此外，也有澳大利亚人来此定居:89, 90, 94。儿童可在曼加尼斯求学到八年级，再到附近的克罗斯比念高中。学校当时叫86号独立学区，配有室内管道，公共事业振兴署后加挖水井。:191曼加尼斯历史上挖有三口水井，皆因粘土太重坍塌。
曼加尼斯周边矿场都在第一次世界大战后期全速生产，战争期间消耗的锰九成产自此地。1920年所有矿场支付的工资总额达16万美元。一战期间曼加尼斯共有七位公民入伍服役。曼加尼斯许多居民曾在米尔福德矿场工作，1924年2月5日矿场采用平硐开拓法在弗利湖下方爆破作业时发生洪水倒灌事故，41名矿工丧生，仅一战退伍军人哈里·霍斯福德等七人生还，史称米尔福德矿难，是明尼苏达州史上最严重的矿难:5, 22, 144, 231。迷信的曼加尼斯居民自此深信曼加尼斯与米尔福德矿场受到诅咒。

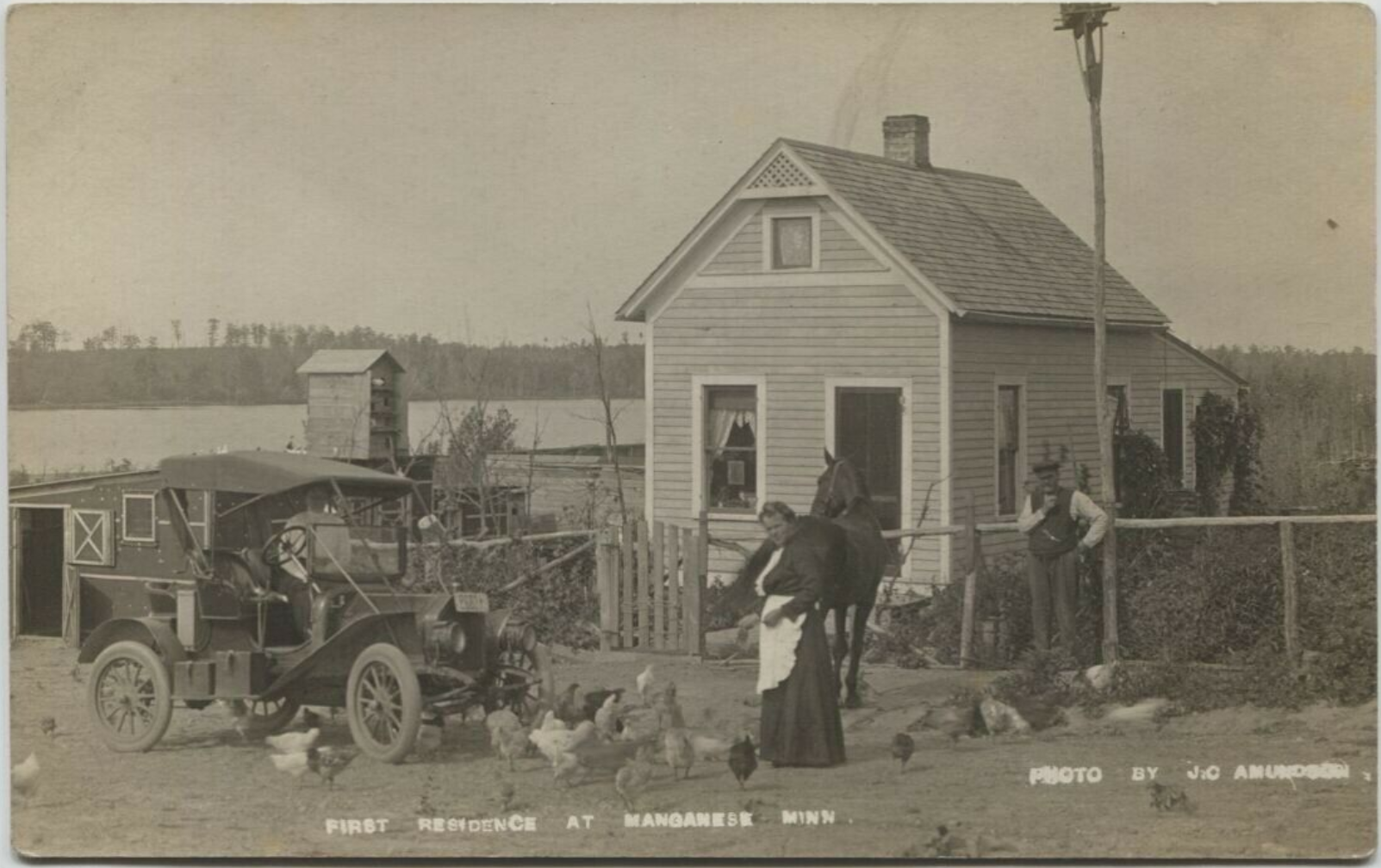
曼加尼斯首位居民伊弗·奥尔森的家，摄于1917年，现已不存

一战各方签署《康边停战协定》后锰矿需求降低，曼加尼斯人口锐减：1919年巅峰时期曼加尼斯约有六百居民，但1920年首次人口普查仅录得183人。采矿作业随大萧条中止：1930年，苏兰铁路公司拆除通往曼加尼斯的支线；格洛里亚矿场1931年运出最后一批矿石；米尔福德矿场1932年关闭，仅梅里特矿场苟延残喘地开采至1943年；阿尔戈马矿场的库存持续运输到1980年。:67, 68, 69曼加尼斯基本没有照片存世——当地从未达到富裕水平，相机对大萧条时期的普通人来说太奢侈。1938年曼加尼斯成立卫斯理公会教堂与主日学校，学生按年龄选择四种课程，偶尔召开培灵会时还有客座牧师前来主持仪式。除曼加尼斯外，教堂会众还来自特罗马尔德、米申、沃尔福德、佩里湖。第二次世界大战结束后，会众无法再找到牧师，教堂转卖后拆除。:193矿业衰落导致定居点几乎没有工作机遇，居民开始搬走，到附近其他社区求职:186, 240。

### 废弃与再开发
| 调查年                     | 人口 | 备注 | %±     |
| -------------------------- | ---- | ---- | ------ |
| 1920                       | 183  |      | —      |
| 1930                       | 96   |      | −47.5% |
| 1940                       | 62   |      | −35.4% |
| 1950                       | 41   |      | −33.9% |
| 十年一度的美国人口普查结果 |      |      |        |

剩余居民基本在1955年左右搬走:186，留下的建筑拆除。粘土路在所有居民离开后仍有人维护，街灯至少继续工作十年:191。1959年，债权法人艾昂顿村向克罗温县呈请正式解散曼加尼斯，县审计员艾纳·安德森受命接管废弃定居点，曼加尼斯的债权人需在六个月内提出索赔。通知以挂号信寄给确知的最后一位曼加尼斯官员，但因无人收信退回。曼加尼斯的钢制水塔和钢框架结构的政府大楼经拍卖报废处理，出价者需承担所有垃圾的处理开销。水塔拆解后可回收约91吨废金属，估价1200美元；但实际成交额加上废品价值的净收益仅两百美元。讽刺的是，同为库尤纳铁矿脉定居点的克罗斯比、库尤纳、迪尔伍德、艾昂顿、特罗马尔德等地水塔都保存下来，并于1980年以库尤纳铁矿脉金属市政水塔之名入选國家史蹟名錄。:212解散曼加尼斯的最终听证会于1961年7月17日举行，会后定居点正式解散，并入沃尔福德镇。

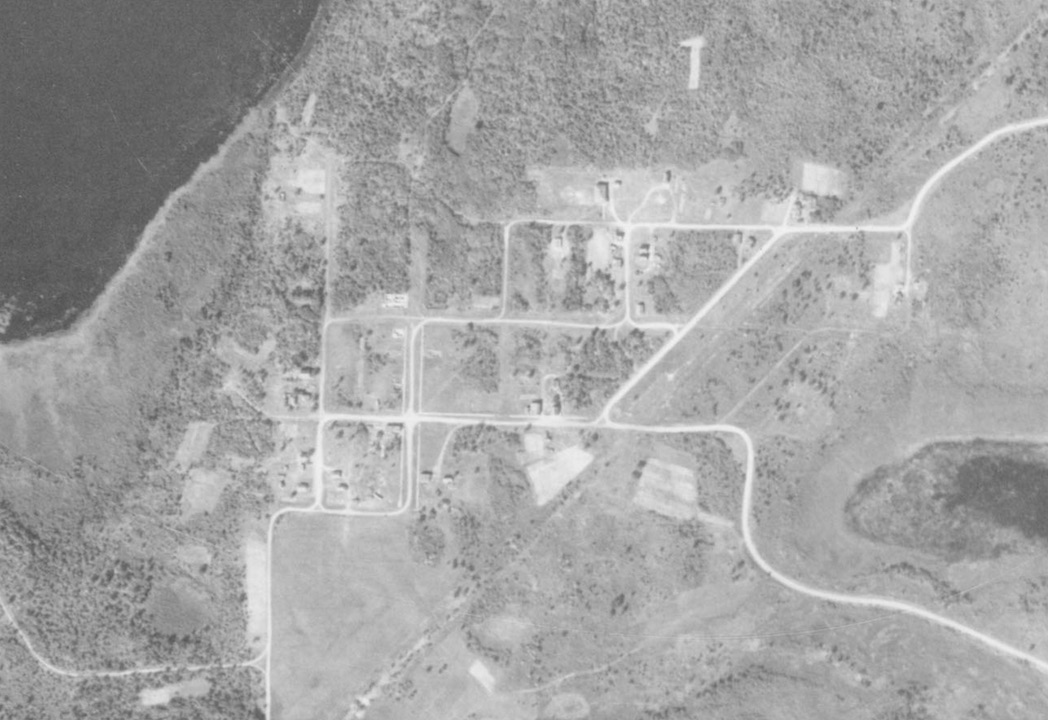
1939年曼加尼斯航空照片

定居点废弃后留下的东西只剩人行道、碎石、建筑地基、旧轮胎、塑料、衣物、啤酒罐及其他垃圾:190。随着时间的推移，定居点逐渐由自然植被淹没，人居活动遗迹在自然环境下灰飞烟灭：建筑原址由柳树、杨树等各种树木覆盖，树根、灌木、荒草的生长逐渐令混凝土人行道隆起乃至开裂，原来由道路分划而成的格局渐渐消失。旧建筑地基与地下室遍布涂鸦，草木丛生。2003年，定居点原址大部分土地售出，原本位于东南面的入口立起大门并附“不得擅入”标志牌。已归私人所有的土地2006年再度转让，2017年开始有少数人前来居住。此地人称“曼加尼斯大本营”，平均每个0.12公顷的原有地块在清理后重新开发成没有电、自来水、垃圾处理的原始营地。曼加尼斯大本营从此每年面向公众举办曼加尼斯节以示纪念，游客可借机了解定居点历史并亲自探索。

## 地质

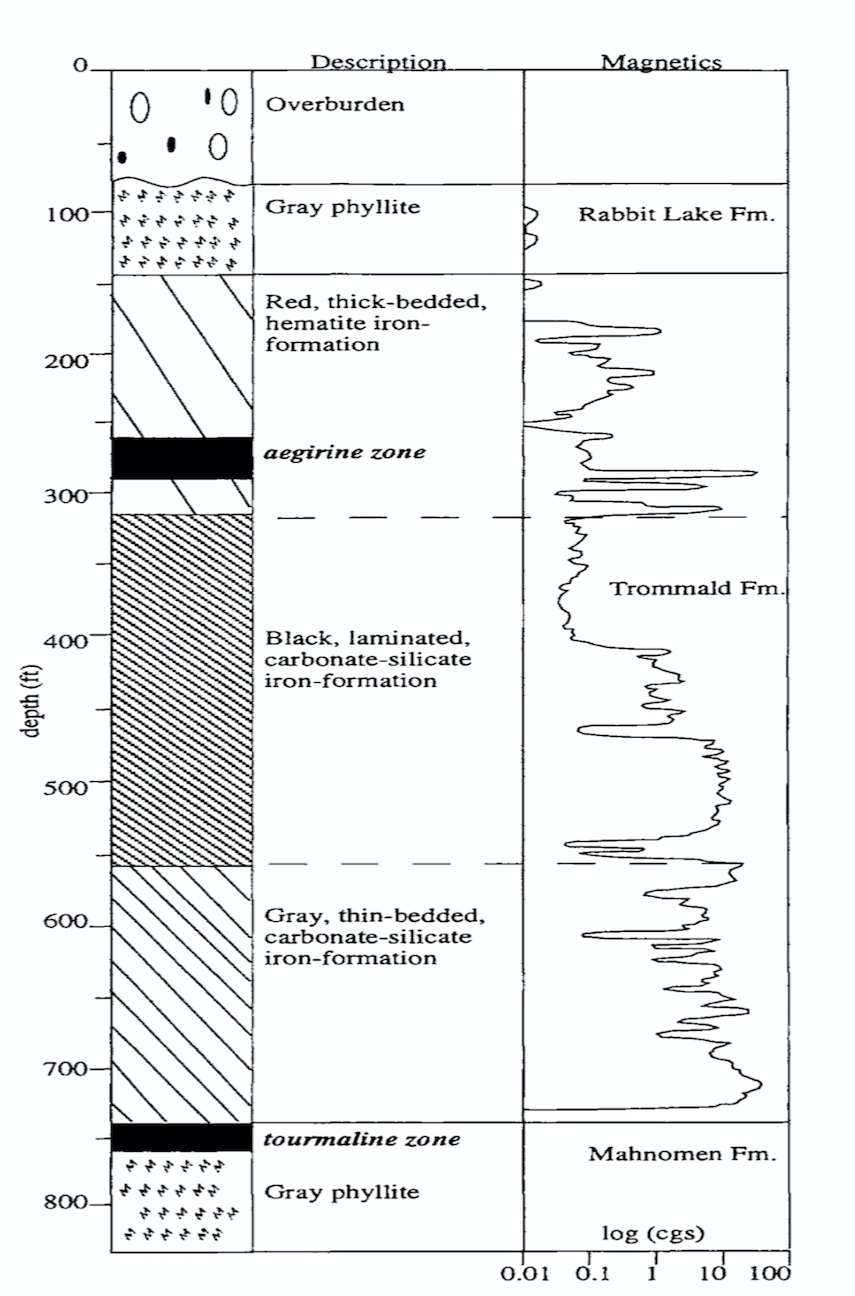
库尤纳铁矿脉北岭区主要地块地层构造

曼加尼斯位于铁矿藏丰富的特罗马尔德地层上方，该地层是库尤纳铁矿脉北岭区主要矿石出产组。特罗马尔德地层与阿米尼基地质群其他富铁地层一样在元古宙早期形成，但却是苏必利尔湖地区唯一既富含铁又有丰富锰储量的地层:57:8。从地层剖面看，特罗马尔德地层厚14至250米，至少包含两个可在地层图标识的含铁地层相，其中偏厚的石英质岩层相内含霓石带，偏薄的泥质岩层相以電氣石带打底。部分地点在上述两地层相间存在第三相，是黑色碳酸盐与硅酸盐为主的含铁地层，上下均是灰色千枚岩层，表面覆盖富含粘土的表土，其中混有冰碛物质。
特罗马尔德地层矿石质地和矿体形状多种多样，导致结构非常复杂:20, 55, 68。紧密折叠的地层、苏必利尔湖向斜关联的不活跃逆斷層共同影响，导致不同矿带、甚至同矿带不同位置的含铁地层厚度、矿石形态、外观差异很大:1, 20, 46, 68。矿石特征与成分也是如此，含铁量在两到六成大幅波动，锰含量高至五成，低至半个百分点:11, 22，平均含铁四成三，含锰一成。大部分锰散布在铁矿石内部:48，米尔福德矿场的矿石呈棕色且含锰；格洛里亚矿场为黑色或褐色而且同样含锰；梅里特矿场红综色至黑色，锰含量很高；阿尔戈马矿场出产锰铁矿:67, 68, 69。
特罗马尔德地层与邻近小城艾米丽的锰矿储量居全美之冠:4，其中质量最好的锰矿床占地约两公顷，位于艾米丽边缘、曼加尼斯以北约23公里。锰在炼钢和铝时很有价值，还是生产电池的必需品:184, 243。当地开始推动新式采矿手段，再利用库尤纳铁矿区的废旧矿石。与传统的爆破、粉碎相比，从过去开采的废旧矿石、尾矿池、露天矿，或是从未开发土地的地下矿山生产铁矿石与铁精矿能显著减少侵入式开采作业，减少采矿对环境的影响。不过，部分废旧矿石所在位置特殊，再利用很可能干扰2011年6月开放的库尤纳湖山地自行车道。1984年最后一批含锰矿石运出库尤纳铁矿脉后，当地经济迅速瓦解，许多社区难以维系，这条自行车道对地方经济很有意义。矿石加工新手段促使人们探讨矿业是否能与山地自行车并存，明尼苏达大学研究将库尤纳铁矿脉旧矿井用于压缩空气储能是否可行。

## 地理与气候

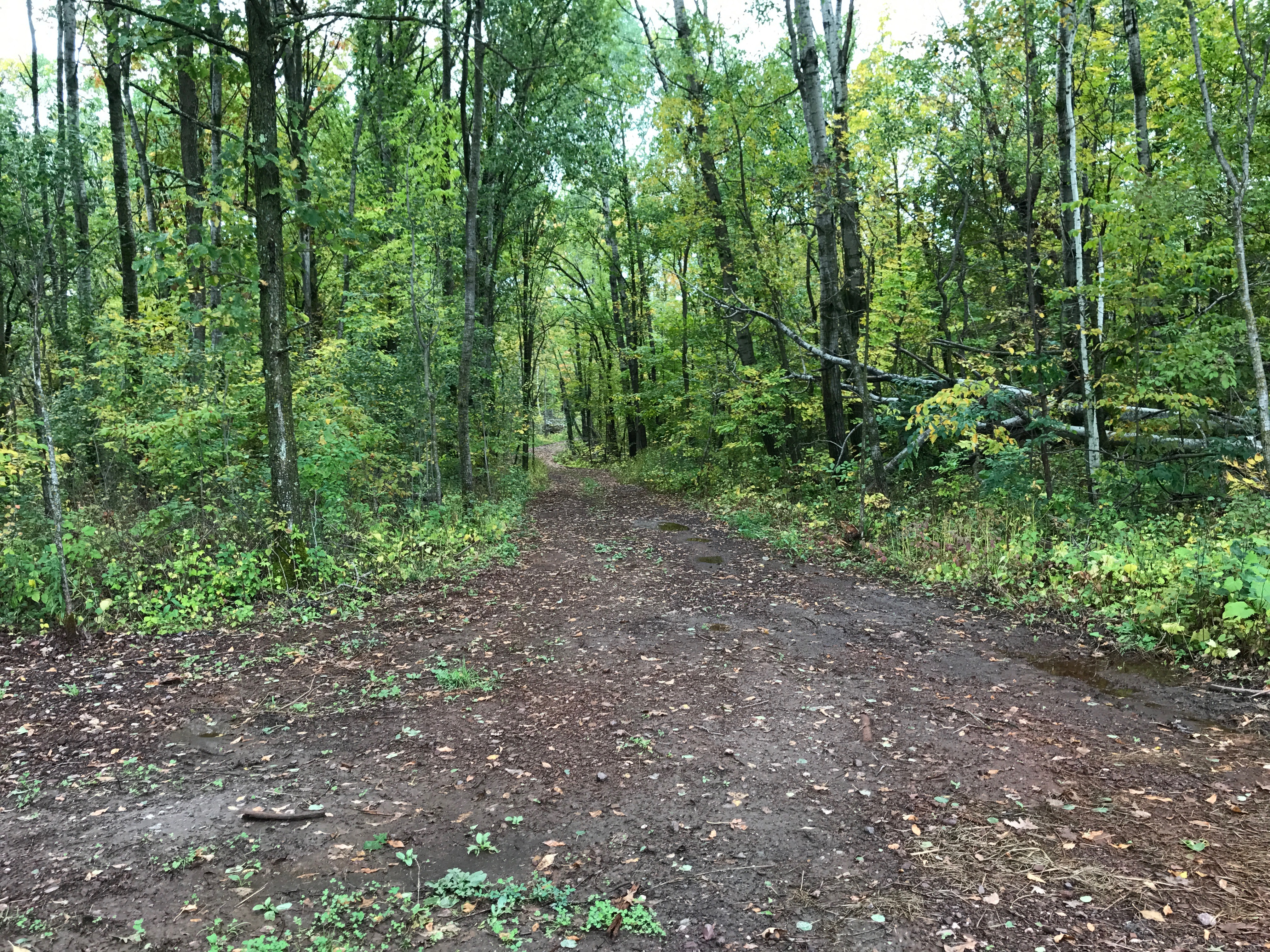
米尔福德矿场通往曼加尼斯的路

曼加尼斯位于克罗温县，平均海拔380米，在布雷纳德东北约24公里，杜鲁斯西南偏西146公里。特罗马尔德和沃尔福德是距曼加尼斯最近的城市，距离都只有三公里，分别在曼加尼斯西南偏南和东北。曼加尼斯在克罗温县30号县道西侧，210号明尼苏达州道以北约八公里，六号明尼苏达州道以西约五公里。
曼加尼斯有第一街东、正街、第一街西三条南北走向主街道，第二大道北、第一大道北、曼加尼斯大道、第一大道南（现老曼加尼斯路）、第二大道南由东向西穿过定居点。苏兰铁路从东北向西南把曼加尼斯东侧社区一分为二。第一大道北向定居点外延伸约3.1公里至米尔福德矿场。
曼加尼斯位于中北明尼苏达布雷纳德湖区劳伦森混交林生态区，树林西侧边缘年降雨量约530毫米，东侧边缘810毫米。树林北部平均气温仅一摄氏度，最南端四摄氏度。
曼加尼斯最温暖的七月平均每日最高气温27摄氏度，最低13摄氏度；最寒冷的一月平均每日最高气温零下七摄氏度，最低零下18摄氏度。春雨对曼加尼斯的粘土街道影响很大，是定居点废弃的重要原因:190。

## 扩展阅读
Brightman, George F. . Economic Geography (Milton Park, Abingdon-on-Thames, Oxfordshire United Kingdom: Taylor and Francis, Ltd.). 1942-07, 18 (3): 275–286. JSTOR 141127. doi:10.2307/141127.